# Zhang Lu (dinastia Han)
|  | Pel pintor xinès, vegeu Zhang Lu (pintor) |

En aquest nom xinès, el cognom és Zhang.
Zhang Lu (張魯, mort 216 dC) va ser un senyor de la guerra durant el període de la tardana Dinastia Han Oriental de la història xinesa. Va ser també el tercer líder dels Mestres celestials, un grup religiós taoista. Net de Zhang Ling, fundador de l'Escola de les cinc mesures d'arròs (Wudoumi dao), va heretar-ne el lideratge. Va establir un estat a Hanzhong, que ell havia nomenat Han'ning (漢寧), aplicant ensenyaments daoistes que combinaven disciplina moral i política. També va implementar graners comunitaris per ajudar la població. Zhang va resistir atacs regionals, però el 215 dC es va sotmetre a Cao Cao, que el va recompensar amb títols i honors. Posteriorment, els seus ensenyaments es van expandir pel nord de la Xina.